# Rudolph Sternad
Rudolph Sternad, talvolta indicato come Rudolf Sternad (6 ottobre 1906 – 1963), è stato uno scenografo statunitense.
Ottenne tre volte la candidatura ai Premi Oscar nella categoria migliore scenografia: nel 1943, nel 1946 e nel 1962.

## Filmografia

### Cinema
- L'incendio di Chicago (In Old Chicago), regia di Henry King (1937)
- Il giuramento dei quattro (Four Men and a Prayer), regia di John Ford (1938)
- Un evaso ha bussato alla porta (The Talk of the Town), regia di George Stevens (1942)
- Molta brigata vita beata (The More the Merrier), regia di George Stevens (1943)
- Notti d'oriente (A Thousand and One Nights), regia di Alfred E. Green (1945)
- Il grande campione (Champion), regia di Mark Robson (1949)
- Odio (Home of the Brave), regia di Mark Robson (1949)
- Bella e bugiarda (A Kiss for Corliss), regia di Richard Wallace (1949)
- Il mio corpo ti appartiene (The Men), regia di Fred Zinnemann (1950)
- Three Husbands, regia di Irving Reis (1950)
- Cirano di Bergerac (Cyrano de Bergerac), regia di Michael Gordon (1950)
- The Scarf, regia di Ewald André Dupont (1951)
- La bambina nel pozzo (The Well), Leo C. Popkin e Russell Rouse (1951)
- Morte di un commesso viaggiatore (Death of a Salesman), regia di László Benedek (1951)
- I miei sei forzati (My Six Convicts), regia di Hugo Fregonese (1952)
- Nessuno mi salverà (The Sniper), regia di Edward Dmytryk (1952)
- Mezzogiorno di fuoco (High Noon), regia di Fred Zinnemann (1952)
- Letto matrimoniale (The Fourposter), regia di Irving Reis (1952)
- Tempo felice (The Happy Time), regia di Richard Fleischer (1952)
- Il membro del matrimonio (The Member of the Wedding), regia di Fred Zinnemann (1952)
- Otto uomini di ferro (Eight Iron Men), regia di Edward Dmytryk (1952)
- I perseguitati (The Juggler), regia di Edward Dmytryk (1953)
- Le 5000 dita del Dr. T (The 5,000 Fingers of Dr. T), regia di Roy Rowland (1953)
- Il selvaggio (The Wild One), regia di László Benedek (1953)
- L'ammutinamento del Caine (The Caine Mutiny), regia di Edward Dmytryk (1954)
- Nessuno resta solo (Not as a Stranger), regia di Stanley Kramer (1955)
- Orgoglio e passione (The pride and the passion), regia di Stanley Kramer (1957)
- La parete di fango (The Defiant Ones), regia di Stanley Kramer (1958)
- L'ultima spiaggia (On the Beach), regia di Stanley Kramer (1959)
- ...e l'uomo creò Satana (Inherit the Wind), regia di Stanley Kramer (1960)
- Vincitori e vinti (Judgment at Nuremberg), regia di Stanley Kramer (1961)
- La scuola dell'odio (Pressure Point), regia di Hubert Cornfield (1962)
- Gli esclusi (A Child Is Waiting), regia di John Cassavetes (1963)
- Questo pazzo, pazzo, pazzo, pazzo mondo (It's a Mad, Mad, Mad, Mad World), regia di Stanley Kramer (1963)
- Un giorno di terrore (Lady in a Cage), regia di Walter Grauman (1964)